# ダレン・アンブローズ
ダレン・ポール・フランシス・アンブローズ（Darren Paul Francis Ambrose, 1984年2月29日 - ）は、イングランド・ハーロウ出身の元サッカー選手。現役時代のポジションはミッドフィールダー。
スピードのあるドリブルとスティーブン・ジェラードやフランク・ランパードにも引けを取らない強烈なミドルシュートが魅力。
U-21イングランド代表でもプレーした。

## 所属クラブ
- イプスウィッチ・タウンFC　2001-2003
- ニューカッスル・ユナイテッドFC　2003-2005
- チャールトン・アスレティックFC　2005-2009

→  イプスウィッチ・タウンFC　2008-2009
- クリスタル・パレスFC 2009-2012
- バーミンガム・シティFC 2012-2014

→  アポロン・スミルニFC　2014
- イプスウィッチ・タウンFC 2014-2015
- コルチェスター・ユナイテッドFC 2015-2016